# Juliette Dodu
Juliette Dodu (Saint-Denis, isla de La Reunión; 15 de junio de 1848 - 28 de octubre de 1909) fue una espía francesa, heroína de la guerra franco-prusiana de 1870.

## Biografía
Nacida en la isla de La Reunión, en una familia originaria de Indre, dejó la isla a los seis años después de que su padre, un cirujano de la marina francesa, muriera de fiebre amarilla. Algunos años después encontró trabajo como directora de la oficina telegráfica de Pithiviers (departamento de Loiret).
En torno al año 1875 comenzó una relación amorosa con el barón Félix Hippolyte Larrey, médico jefe del ejército francés, hijo del célebre Larrey y heredero de su fortuna (su pequeño castillo en Bièvres).
Bajo el seudónimo de Lipp, Juliette publicó en 1891 un libro consagrado a George Sand, l'Eternel Roman. Murió en 1909 en casa de su cuñado, el pintor Odilon Redon.

## ¿Una heroína?
Durante la Guerra franco-prusiana de 1870 Juliette alcanzaría su fama. Los ejércitos prusianos invadieron Pithiviers el 20 de septiembre de 1870. La oficina de telégrafo fue confiscada y la familia Dodu fue relegada al primer piso de la mansión. Juliette, que entonces tenía 22 años, tuvo la idea de hacer una derivación del hilo del telégrafo que pasaba por su habitación. Como había conservado un aparato receptor pudo interceptar las transmisiones de los prusianos cada vez que los ocupantes recibían o enviaban mensajes.
Durante diecisiete días, la joven criolla envió los mensajes interceptados a las autoridades francesas sin que los prusianos sospecharan nada. Gracias a sus informes salvó la vida de los soldados del general Aurelle de Paladines. Los prusianos terminaron descubriendo la derivación telegráfica que Juliette había instalado en su habitación y la condujeron ante un tribunal militar. Fue condenada a muerte. Afortunadamente, se firmó el armisticio entre Francia y Prusia antes de que fuera ejecutada y fue amnistiada por el príncipe Federico Carlos de Prusia y liberada.

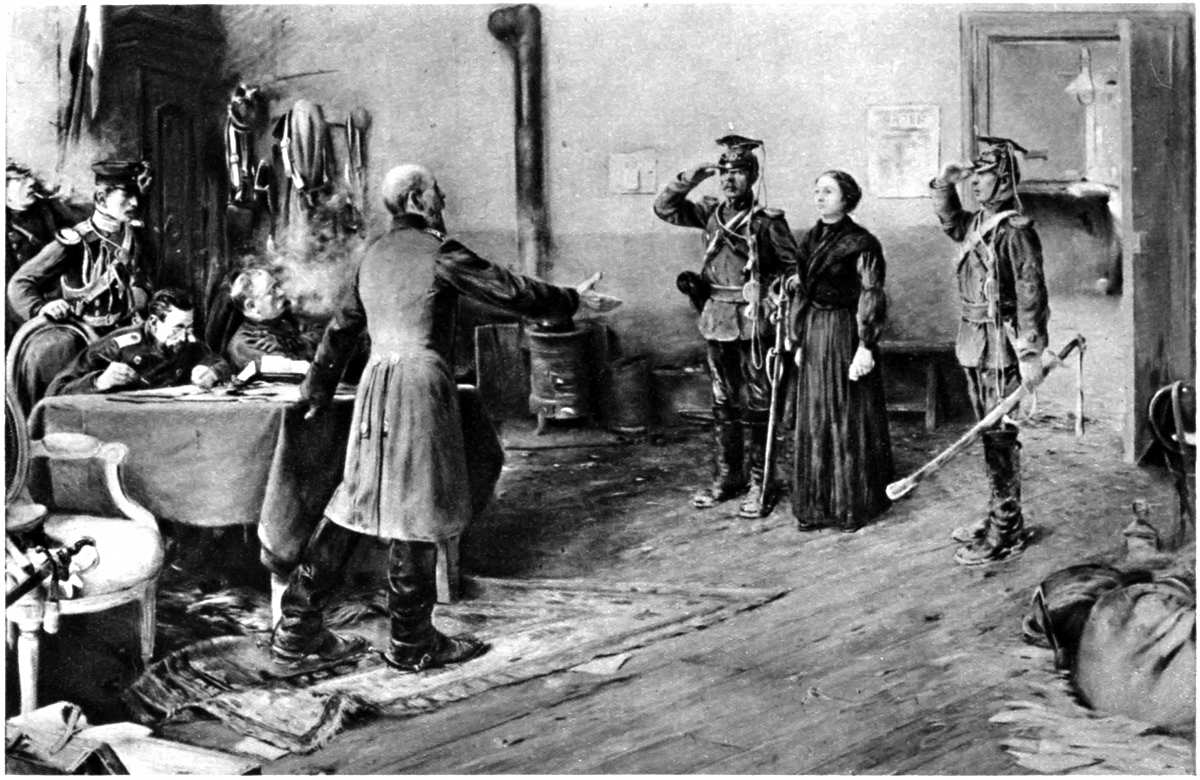
Juliette Dodu en 1870 por Ernest Jean Delahaye.

## ¿O una mistificación?
Históricamente la actuación de Juliette Dodu parece haber sido exagerada a posteriori, aunque existen ciertos hechos reales.

Lo que parece seguro es que el decreto n.º 1942 de 8 de diciembre de 1870 le concede una mención honorable (a Juliette Dodu), así como a otros 20 empleados y agentes del servicio telegráfico. Mención que, en 1877, fue transformada administrativamente en medalla de guerra.

En 1873, Juliette Dodu es responsable de la oficina de telégrafo de Enghien-les-Bains, donde conoció al director del periódico Figaro, Hippolyte de Villemessant. El 26 de mayo de 1877 aparece en ese periódico la primera versión conocida de la leyenda de Dodu.

El Courrier du Loiret (periódico de Pithiviers) ha consagrado un enorme dossier sobre Juliette Dodu, en 1984 (una copia se encuentra en la biblioteca de Bièvres). Según su autora, la "esposa del mariscal de Francia (el presidente Mac-Mahon) era una feminista convencida. No resulta impensable que el texto de la nominación de Juliette Dodu a la orden de la Legión de Honor haya sido escrito debido a su intervención."
Esta teoría es examinada por Guy Breton en su obra Les beaux mensonges de l'histoire (Las bonitas mentiras de la Historia), donde afirma que toda la historia de Juliette Dodu no sería más que una fábula inventada por el periodista del Figaro que firmó como Jean de Paris en un artículo del 26 de mayo de 1877, que se trataría en realidad de su director Hippolyte de Villemessant. Y realmente no es hasta siete años después de la guerra franco-prusiana que se comienza a hablar de Juliette Dodu. Guy Breton cita en referencia al general Aurelle de Paladines, comandante en jefe del ejército del Loira, que no menciona para nada a la heroína que supuestamente habría salvado a su ejército. El teniente coronel Rousset, autor de una Historia de la guerra franco-alemana de 1870-1871 tampoco hace ninguna referencia a Juliette Dodu, aunque en su obra proporciona detalles como el espesor de la nieve o el estado del cielo. Tampoco hay referencias en el informe de Steenackens, director de telégrafos de la época, que describe todos los actos de resistencia de sus empleados durante esta guerra.

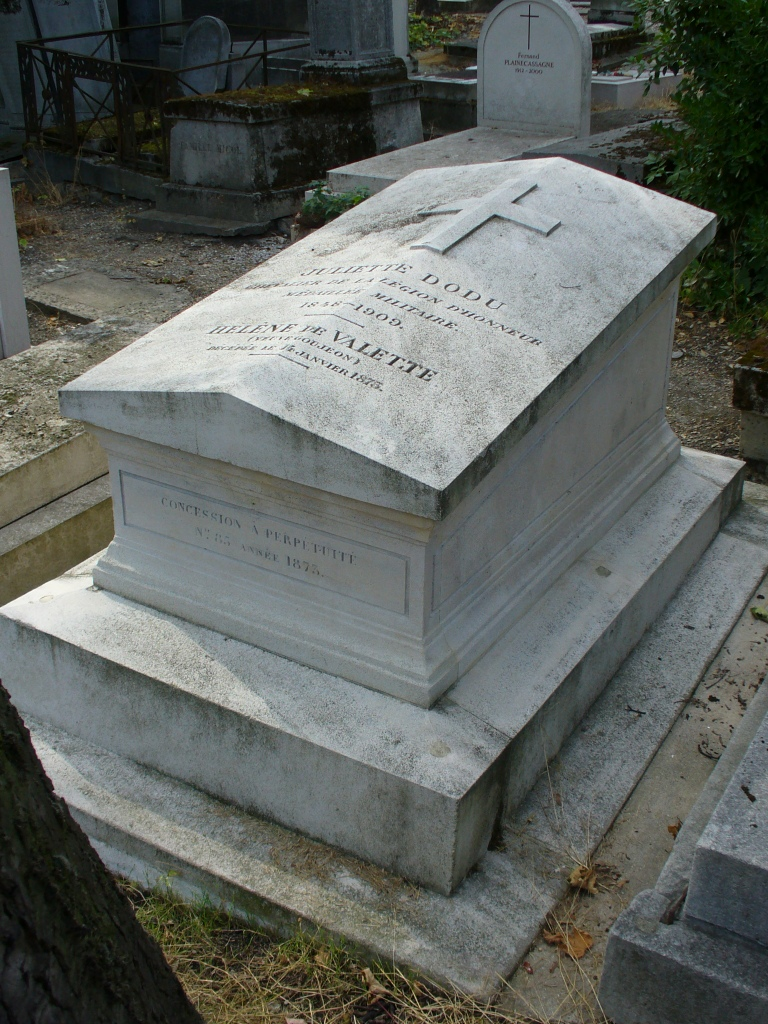
Tumba de Juliette Dodu

Guy Breton explica también las incoherencias de este relato épico; entre otras, que los prusianos habrían abandonado Pithiviers tres semanas antes de los hechos mencionados y la imposibilidad de comprender un mensaje cifrado en alemán y transmitido en Morse para retransmitirlo a su vez en francés sin error. Esto no sólo supone un gran conocimiento del alemán por parte de Juliette Dodu, sino también de los códigos militares de los prusianos. Además, en Pithiviers nadie conocía esos códigos.
Tampoco existe ninguna evidencia sobre la condena a muerte de Juliette Dodu ni de su indulto. Todos estos datos llevan a preguntarse sobre la existencia de una posible mistificación por parte del periodista Villemessant que obtuvo la Legión de Honor para una falsa heroína en una época en la que, justo después del período de la Comuna de París (1871), Francia había perdido Alsacia y Lorena y el país necesitaba héroes y ejemplos positivos.

### Homenajes
- Una calle lleva su nombre en las ciudades de París, Le Havre, Montreuil y Saint-Denis en la isla de Reunión, donde un colegio público también lleva su nombre en su honor. En Bièvres, lugar en el que vivió, se levanta una estatua en su honor. Se trata de una obra de la duquesa d'Uzes.
- La tumba de Juliette Dodu se encuentra en el cementerio de Père-Lachaise, 28.ª división.
- Un sello postal de 0,56 € fue emitido en el año 2009 con motivo del aniversario de los 100 años de su muerte.